# Podonephelium subaequilaterum
Podonephelium subaequilaterum är en kinesträdsväxtart som beskrevs av Ludwig Radlkofer. Podonephelium subaequilaterum ingår i släktet Podonephelium och familjen kinesträdsväxter. Inga underarter finns listade i Catalogue of Life.